# TV Movie
TV Movie ist eine zweiwöchentlich erscheinende Programmzeitschrift, die von der Bauer Media Group herausgegeben wird.

## Geschichte
Die erste Ausgabe von TV Movie wurde am 6. Dezember 1991 veröffentlicht, nachdem die Verlagsgruppe Milchstraße mit dem Titel TV Spielfilm das Genre der spielfilmorientierten Programmzeitschriften eröffnet hatte. Etwaige Plagiatsvorwürfe von Seiten Milchstraße konnten vor Gericht abgewehrt werden. Parallelen waren aber augenfällig. Außerdem wechselte der Entwicklungschefredakteur Michael Lohmann direkt von TV Spielfilm zu TV Movie. Ansonsten lag die Federführung beim Chefredakteur Andreas Schmidt (später auch Entwickler und Chefredakteur von TV Today) und dem Verlagsleiter Michael Geringer. Danach wurde Michael Hopp Chefredakteur. 2016 übernahm Uwe Bokelmann die Position. Am 1. Mai 2023 wurde Philipp Schulze als Chefredakteur vorgestellt.
Innerhalb des ersten Jahres kletterte die verkaufte Auflage auf 1,6 Millionen Exemplare. Bereits 1994 wurde die Zwei-Millionen-Grenze überschritten. Den Höchststand erreichten die Verkäufe 1998, als alle 14 Tage durchschnittlich 2,7 Millionen Hefte über den Ladentisch gingen. Durch das Aufkommen niedrigpreisiger Mitbewerber (TV Direkt und TV 14) konnte diese Auflage nicht mehr gehalten werden und sank innerhalb von 25 Jahren von 2.783.985 Exemplaren (Quartal 2/1998) um 81 Prozent auf 532.528 Hefte (Quartal 3/2023). Einem Teil der Auflage mit dem Titel TV Movie mit DVD bzw. der bis zur Ausgabe 2/2022 nur im Abo erhältlichen TV Movie Digital mit DVD lag für einen höheren Verkaufspreis eine Spielfilm-DVD bei.

## Charakteristika
Als spielfilmorientierte Programmzeitschrift hat es sich TV Movie zur Aufgabe gemacht, sämtliche Filme des Tages zu besprechen und zu bewerten. Als Qualitätswegweiser gilt ein fünfzackiger Stern mit einem Gesicht (der sogenannte Movie-Star) in verschiedenen Ausprägungen:
- ein grauer Stern bedeutet langweilig bzw. nicht empfehlenswert
- ein rosa Stern bedeutet mittelmäßig bis empfehlenswert
- ein roter Stern zeichnet den Film als empfehlenswert aus
- ein roter Stern mit Goldglanz bedeutet sehr empfehlenswert / Tipp
- ein blauer Stern kennzeichnet „Geheimtipps“

Neben fernsehrelevanten Themen und Geschichten aus der Welt des Films enthält das Heft noch Serviceelemente wie CD-, DVD- und Multimedia-Besprechungen im sogenannten Heftmantel. Während TV Movie in seiner Anfangszeit das Medium Fernsehen durch Hintergrundreportagen kritisch behandelte, führt die Zeitschrift heute vor allem prominente Filmexperten und Hollywoodthemen als redaktionelle Kompetenz an. Am 23. August 2008 erschien die erste Ausgabe der TV Movie Digital. Sie enthält auch die Programme digitaler Sender.

## Kritik
Nachdem TV Movie am 18. August 2015 einen Beitrag über die Krebserkrankung Roger Willemsens veröffentlicht hatte, wurde die Zeitschrift von verschiedenen Seiten kritisiert, geschmackloses Clickbaiting zu betreiben. TV Movie hatte auf Facebook und Twitter geschrieben: „+++ GERADE VERMELDET +++ Einer dieser TV-Moderatoren muss sich wegen KREBSERKRANKUNG zurückziehen. Wir wünschen, dass es ihm bald wieder gut geht“, und dies mit vier Bildern von Stefan Raab, Günther Jauch, Joko Winterscheidt und Roger Willemsen illustriert. Einige Stunden später folgte eine öffentliche Entschuldigung auf Facebook. Jauch klagte gegen die seinerseits nicht erlaubte Verwendung seines Bildes und bekam vom Landgericht Köln recht. Das Oberlandesgericht Köln sprach ihm später eine Lizenzanalogie in Höhe von 20.000 € zu. Nach dessen Auffassung käme der obendrein fehlende Bezug zum Artikel einer „bewussten Falschmeldung“ nahe. Der Bundesgerichtshof bestätigte im Januar 2021 das Urteil.
Mehrfach veröffentlichte TV Movie angebliche Interviews, die so nicht stattgefunden haben, sondern ohne Wissen der Interviewpartner aus früheren Aussagen zusammenkopiert wurden.

## Leserschaft
51 Prozent der Leser sind männlich. Der durchschnittliche Leser ist 42 Jahre alt und hat ein Haushaltsnettoeinkommen von 3.353 Euro.

## Wissenswertes
Der blaue Hintergrund gilt als Markenzeichen für zweiwöchentlich erscheinende Fernsehzeitschriften. Als Grund führte der ehemalige Chefredakteur Stefan Westendorp an, dass blau eine der beliebtesten Farben in Deutschland sei und als sympathisch und neutral gelte. Die Lizenzen für die Fotos der weiblichen Prominenten auf der Titelseite sollen bis zu 20.000 US-Dollar kosten.
| 1998    | 1999    | 2000    | 2001    | 2002    | 2003    | 2004    | 2005    | 2006    | 2007    | 2008    | 2009    | 2010    | 2011    | 2012    | 2013    | 2014    | 2015    | 2016   | 2017   | 2018   | 2019   | 2020   | 2021   | 2022   | 2023   | 2024   |
| ------- | ------- | ------- | ------- | ------- | ------- | ------- | ------- | ------- | ------- | ------- | ------- | ------- | ------- | ------- | ------- | ------- | ------- | ------ | ------ | ------ | ------ | ------ | ------ | ------ | ------ | ------ |
| 2852796 | 2589138 | 2544673 | 2452193 | 2351803 | 2088457 | 2069290 | 2082533 | 1918298 | 1832462 | 1599339 | 1587555 | 1461652 | 1365308 | 1322558 | 1249245 | 1166838 | 1092876 | 995564 | 938075 | 872427 | 809059 | 722968 | 706804 | 602976 | 538628 | 488145 |

Die Erscheinungsfrequenz wurde im Januar 2015 von wöchentlich auf zweiwöchentlich umgestellt und im Januar 2020 von zweiwöchentlich auf monatlich.
| 1998 | 1999 | 2000 | 2001 | 2002 | 2003 | 2004 | 2005 | 2006 | 2007 | 2008 | 2009 | 2010 | 2011 | 2012 | 2013 | 2014 | 2015 | 2016 | 2017 | 2018 | 2019 | 2020 | 2021 | 2022 | 2023 | 2024 |
| ---- | ---- | ---- | ---- | ---- | ---- | ---- | ---- | ---- | ---- | ---- | ---- | ---- | ---- | ---- | ---- | ---- | ---- | ---- | ---- | ---- | ---- | ---- | ---- | ---- | ---- | ---- |
|      |      |      |      |      |      |      |      |      |      |      |      |      |      |      |      | 1402 | 1167 | 1064 | 2285 | 2690 | 3161 | 3629 | 3922 | 4165 | 4099 | 4445 |

Die Erscheinungsfrequenz wurde im Januar 2015 von wöchentlich auf zweiwöchentlich umgestellt und im Januar 2020 von zweiwöchentlich auf monatlich.